# Фьюри, Хьюи
Хьюи Льюис Фьюри (англ. Hughie Lewis Fury; род. 18 сентября 1994, Стокпорт, Чешир, Великобритания) — британский боксёр-профессионал, выступающий в тяжёлой весовой категории. Чемпион мира среди молодежи (2012) в любителях. Среди профессионалов бывший претендент на титул чемпиона мира по версии WBO (2017), чемпион по версии WBO Inter-Continental (2016—2017), чемпион Великобритании по версии BBBofC (2018—2019) в тяжёлом весе.
Лучшая позиция по рейтингу BoxRec — 13-я (ноябрь 2021) и является 9-м среди британских боксёров тяжёлой весовой категории, а по рейтингам основных международных боксёрских организаций занимал: 14-ю строчку рейтинга IBF и 20-ю строку рейтинга WBC — входя в ТОП-20 лучших тяжеловесов всего мира.
Является двоюродным братом знаменитого бывшего чемпиона мира по боксу Тайсона Фьюри, а его родной отец, Питер Фьюри, ранее являлся главным тренером обоих спортсменов.

## Биография
Хьюи Льюис Фьюри родился 18 сентября 1994 года в городе Стокпорт, графство Чешир, Великобритания.

## Любительская карьера
В 2012 году стал победителем молодёжного чемпионата мира, проходившего в Ереване (Армения). На любительском ринге провел 76 боёв из которых победил в 74. В 19 лет дебютировал в профессионалах.

## Профессиональная карьера

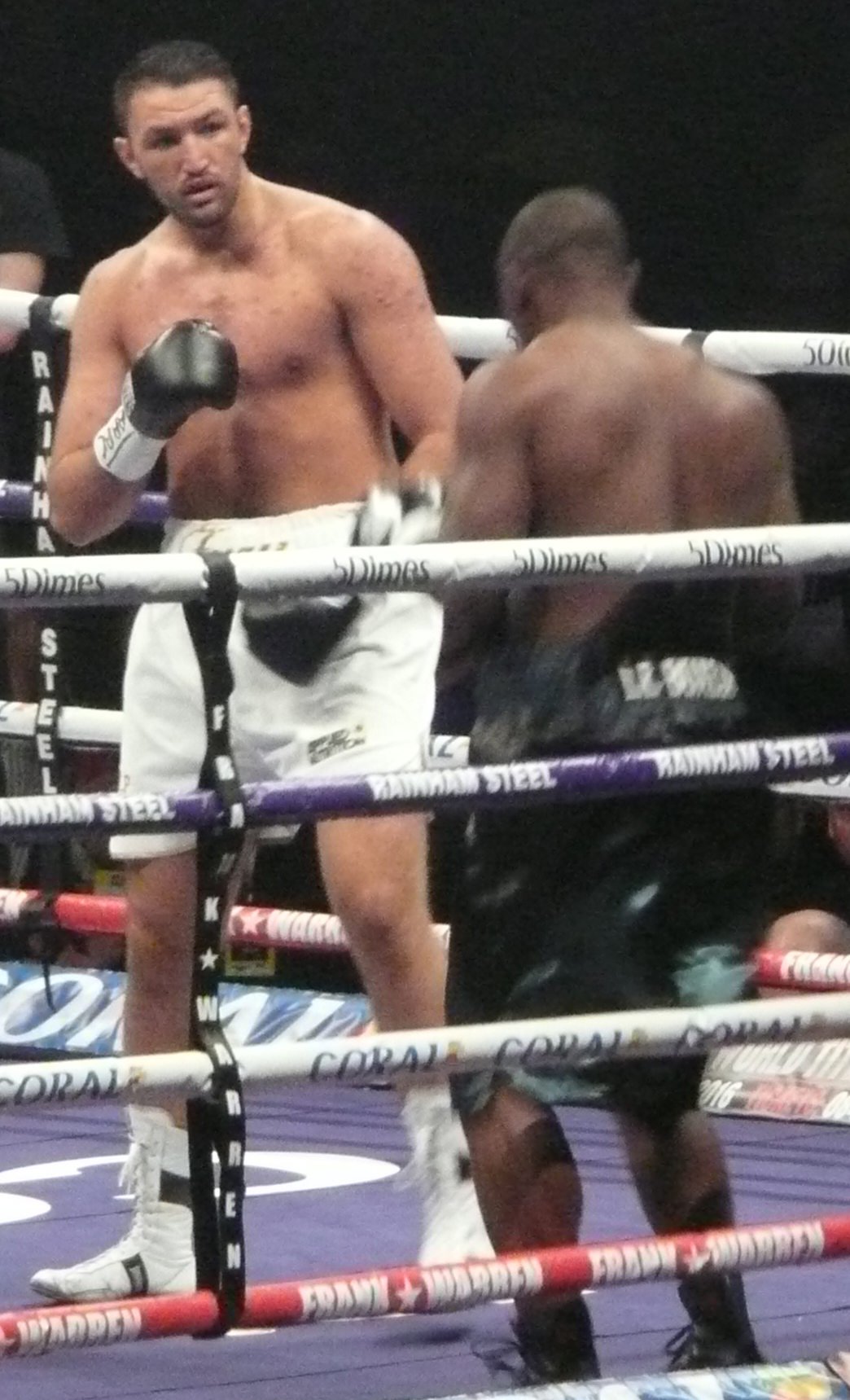
Хьюи Фьюри в 2016 году

Хьюи Фьюри начал профессиональную карьеру в марте 2013 года, победив техническим нокаутом канадца Дэвида Уиттома во втором раунде.

### Бой с Андреем Руденко
Хьюи Фьюри переработал украинского бойца Андрея Руденко (24-1, 16 КО), для которого это поражение стало вторым подряд за полгода. Действуя в манере классического спойлера — работать джебом издалека, а вблизи «вязать» и затаскивать в инфайтинге, Фьюри гасил редкие вспышки атакующей активности Руденко, и таким нехитрым образом набирал зачётные очки. Поединок явно не изобиловал зрелищными эпизодами. Итоговый судейский счёт: 98—92, 98—91 и 97—92 Фьюри.

### Бой с Домиником Гуинном
Фьюри (19-0, 10 КО) одержал уверенную победу в поединке с 40-летним американским ветераном Домиником Гуинном (35-11-1, 24 КО). Фьюри доминировал в ринге в каждом из 10-ти раундов, в то время как Гуинн вел себя крайне пассивно, практически не выбрасывая ударов. Впрочем, несмотря на тотальное доминирование, Хьюи Фьюри так и не смог стать первым боксером, которому удалось бы нокаутировать Гуинна или хотя бы отправить его в нокдаун.

### Бой с Фредом Касси
30 апреля 2016 года состоялся бой Хьюи Фьюри с опытным камерунским боксёром Фредом Касси (18-4-1, 10 КО), которого Хьюи победил техническим решением судей (счёт на время остановки боя: 69—66, 70—64, 69—65), завоевав вакантный титул чемпиона по версии WBO Inter-Continental в супертяжёлом весе.

### Чемпионский бой с Джозефом Паркером
1 февраля 2017 года в Пуэрто-Рико прошли промоутерские торги на право организации боя между чемпионом WBO в супертяжелом весе 25-летним новозеландцем Джозефом Паркером (22-0, 18 КО) и обязательным претендентом на титул WBO Хьюи Фьюри. Новозеландская промоутерская компания Duco Events, представляющая интересы Джозефа Паркера, выиграла торги на организацию этого боя 1 апреля 2017 года в Окленде (Новая Зеландия). Затем этот бой был перенесён на 6 мая, а 22 апреля Хьюи Фьюри сообщил о полученной травме и об отмене боя с Паркером. 23 сентября 2017 года уступил Паркеру решением большинства со счётом: 114—114, 110—118 (дважды).

### Бой с Павлом Соуром
7 марта 2020 года в родном Манчестере (Англия) победил гейткипера из Чехии Павела Соура (11-3, 6 КО).
Фьюри сразу же пошел вперед и доминировал. Во втором раунде Хьюи послал чеха в нокдаун правым боковым. В третьем раунде Павел снова побывал в нокдауне который его заметно потряс. Угол Соура решил, что с него хватит и капитулировал. Победа ТКО 3. 

### Бой с Мариушем Вахом
Бой прошел 12 декабря 2020 года на Уэмбли (Лондон) в андеркарде чемпионского боя Энтони Джошуа - Кубрата Пулева. Бой прошел под диктовку Фьюри который отлично работал джебом и был быстрее возрастного Мариуша Ваха (36-7, 19 KO). Во второй половине Фьюри сбавил обороты из-за усталости, но поляк не смог нейтрализовать быстрый джеб проиграв по очкам единогласным решением судей: 100—90, 100—90 и 99—91.

### Бой с Кристианом Хаммером
16 октября 2021 года в Ньюкасле (Англия) досрочно победил немецкого гейткипера Кристиана Хаммера (26-8, 16 KO). Хьюи много финтил, быстро джебил, работал в стойке с опущенными руками. Хаммер суетился, не успевал и не мог приспособиться к оппоненту. В 5-м раунде боксеры выдали вспышку активности и устроили хороший размен, так же с Хаммера было снято очко за удар после сигнала рефери. В перерыве Хаммер отказался от продолжения сославшись на травму бицепса правой руки. Фьюри RTD 5.

### Сорвавшийся бой с Майклом Хантером
2 июля 2022 года в Манчестере должен был встретиться в отборочном поединке по версии WBA с №2 рейтинга Майклом Хантером. Победитель этого боя согласно решению ассоциации выходил на победителя поединка 11 июня между регулярным чемпионом WBA Тревором Брайаном и Дэниэлом Дюбуа.
В середине июня заболел COVID-19 и не смог провести отборочный поединок. Встреча была перенесена на 29 октября 2022 года, но бой вновь отменился из-за осложнений перенесенной инфекции у Фьюри.

### Возвращение в бокс
20 апреля 2024 года вернулся на ринг после двух с половиной лет отсутствия в Ротереме (Англия) победив джорнимена Константина Довбыщенко (10-15-1, 7 КО). Константин все раунды шел вперед и заставлял Фьюри отрабатывать много на ногах, чтобы не подпустить в ближний бой активного украинца. По итогам 6-ти раундов судьи единогласно выставили счет в пользу Фьюри 59—56.
11 мая 2024 года в Кардиффе (Великобритания) провел второй бой после возвращения в бокс и удосрочил немецкого возрастного джорнимэна Патрика Корте (21-4-1, 18 КО). Бой был скоротечный и прошел всего два раунда. В первом немец работал размашистыми боковыми и старался зацепить более габаритного соперника. Фьюри держал на джебе и пару раз чувствительно попал. Второй раунд начался с атаки Корте который решил пойти на штурм пропустил точный встречный удар, у немца подкосились колени, он пропустил ещё одну атаку и рефери остановил бой.
27 сентября в Шеффилде (Великобритания) встретился в 8-и раундовом бою с крепким немцем Кристианом Туном (9-2, 7 КО). На протяжении всей дистанции боя Хьюи был активней и точней своего оппонента правильно навязав среднюю дистанцию и ближний бой. Туну удавались отдельные эпизоды, но этого было мало, чтобы переломить ход боя. После 4-го раунда андердог стал больше пропускать, сказалась активная работа Хьюи по туловищу. В конце боя оба сильно устали и замедлились, но Фьюри выглядел свежее и значительно больше попадал. Рефери работавший на поединке выставил удивительно близкий счет: 78—76.
4 апреля 2025 года в Лондоне (Великобритания) победил нокаутом соотечественника - джорнимена Дэна Гарбера (9-5, 2 КО). Фьюри сразу пошел вперёд и начал давить в стойке левши. Соперник был пассивен и закрыт. Фьюри навязал активный рамен ударами, быстрые комбинации "голова - корпус", обманные движения. Гарбер не смог выдержать темп, потерялся, начал больше пропускать. В начале 5-го раунда пропустил и оказался в нокдауне. После возобновления почти сразу снова пропустил и рефери остановил бой. ТКО 5.

## Статистика профессиональных боёв
В таблице перечислены результаты всех поединков боксёров.
В каждой строке указан результат поединка. Дополнительно номер поединка обозначен цветом, который обозначает итог поединка. Расшифровка обозначений и цветов представлена в нижеследующей таблице.
| Пример | Расшифровка                     |
| ------ | ------------------------------- |
|        | Победа                          |
|        | Ничья                           |
|        | Поражение                       |
|        | Планируемый поединок            |
|        | Поединок признан несостоявшимся |
| КО     | Нокаут                          |
| ТКО    | Технический нокаут              |
| PTS    | Решение судей (по очкам)        |
| UD     | Единогласное решение судей      |
| MD     | Решение большинства судей       |
| SD     | Раздельное решение судей        |
| RTD    | Отказ от продолжения боя        |
| DQ     | Дисквалификация                 |
| NC     | Поединок признан несостоявшимся |

| 33 поединков,30 побед (17 нокаутом), 3 поражения (все по очкам). | 33 поединков,30 побед (17 нокаутом), 3 поражения (все по очкам). | 33 поединков,30 побед (17 нокаутом), 3 поражения (все по очкам). | 33 поединков,30 побед (17 нокаутом), 3 поражения (все по очкам). | 33 поединков,30 побед (17 нокаутом), 3 поражения (все по очкам). | 33 поединков,30 побед (17 нокаутом), 3 поражения (все по очкам). | 33 поединков,30 побед (17 нокаутом), 3 поражения (все по очкам).                                                                      | 33 поединков,30 побед (17 нокаутом), 3 поражения (все по очкам). |
| Бой                                                              | Рекорд                                                           | Дата боя                                                         | Соперник                                                         | Место проведения боя                                             | Раундов, время                                                   | Дополнительно |                                                                  |
| ---------------------------------------------------------------- | ---------------------------------------------------------------- | ---------------------------------------------------------------- | ---------------------------------------------------------------- | ---------------------------------------------------------------- | ---------------------------------------------------------------- | --- | ---------------------------------------------------------------- |
| 30                                                               | 27-3                                                             | 20 апреля 2024                                                   | Константин Довбыщенко (10-15-1)                                  | Magna Centre, Йоркшир, Англия, Великобритания                    | (12)                                                             | Счёт: 59-56 (трижды) |                                                                  |
| 29                                                               | 26-3                                                             | 16 октября 2021                                                  | Кристиан Хаммер (26-7)                                           | Newcastle Arena, Ньюкасл-апон-Тайн, Тайн-энд-Уир, Великобритания | RTD 5 (12), 3:00                                                 | |                                                                  |
| 28                                                               | 25-3                                                             | 12 декабря 2020                                                  | Мариуш Вах (36-6)                                                | Уэмбли Арена, Уэмбли, Лондон, Великобритания                     | UD 10 (10)                                                       | Счёт: 99-91, 100-90 (дважды). |                                                                  |
| 27                                                               | 24-3                                                             | 7 марта 2020                                                     | Павел Соур (11-2)                                                | Манчестер Арена, Манчестер, Англия, Великобритания               | TKO 3 (10), 0:24                                                 | |                                                                  |
| 26                                                               | 23-3                                                             | 31 августа 2019                                                  | Александр Поветкин (34-2)                                        | O2 Арена, Лондон, Великобритания                                 | UD 12 (12)                                                       | Счёт: 111-117 (все). Бой за вакантный титул чемпиона по версии WBA International в тяжёлом весе.                                      |                                                                  |
| 25                                                               | 23-2                                                             | 12 июля 2019                                                     | Сэмюэл Питер (38-7)                                              | Король Абдалла Спортс Сити, Джидда, Саудовская Аравия            | TKO 7 (12), 2:07                                                 | Питер не смог продолжить бой из-за травмы плеча.                                                                                      |                                                                  |
| 24                                                               | 22-2                                                             | 25 мая 2019                                                      | Крис Норрад (17-0)                                               | Виктория Варэхаус, Манчестер, Ланкашир, Великобритания           | KO 2 (10), 1:51                                                  | |                                                                  |
| 23                                                               | 21-2                                                             | 27 октября 2018                                                  | Кубрат Пулев (25-1)                                              | Arena Armeec, София, Болгария                                    | UD 12 (12)                                                       | Счёт: 113-115, 111-117, 110-118. Бой за статус обязательного претендента на титул чемпиона мира по версии IBF в тяжёлом весе.         |                                                                  |
| 22                                                               | 21-1                                                             | 12 мая 2018                                                      | Сэм Секстон (24-3)                                               | Болтон, Англия, Великобритания                                   | TKO 5 (12), 2:03                                                 | Завоевал титул чемпиона Великобритании по версии BBBofC в тяжёлом весе (1-я защита Секстона).                                         |                                                                  |
| 21                                                               | 20-1                                                             | 23 сентября 2017                                                 | Джозеф Паркер (23-0)                                             | Манчестер Арена, Манчестер, Англия, Великобритания               | MD 12 (12)                                                       | Счёт: 114-114, 110-118 (дважды). Бой за титул чемпиона мира по версии WBO в тяжёлом весе (2-я защита Паркера).                        |                                                                  |
| 20                                                               | 20-0                                                             | 30 апреля 2016                                                   | Фред Касси (18-4-1)                                              | Коппер-Бокс, Лондон, Англия, Великобритания                      | TD 7 (12), 2:08                                                  | Завоевал вакантный титулы чемпиона по версиям WBO Inter-Continental в тяжёлом весе. Счёт на время остановки боя: 70-64, 69-65, 69-66. |                                                                  |
| 19                                                               | 19-0                                                             | 26 марта 2016                                                    | Доминик Гуинн (35-10-1)                                          | Арена Уэмбли, Лондон, Англия, Великобритания                     | PTS 10 (10)                                                      | |                                                                  |
| 18                                                               | 18-0                                                             | 5 декабря 2015                                                   | Ларри Олубамиво (11-18)                                          | Каршелтон, Суррей, Англия, Великобритания                        | TKO 1 (10), 1:46                                                 | |                                                                  |
| 17                                                               | 17-0                                                             | 14 ноября 2015                                                   | Эмилио Эсекьель Сарате (18-14-3)                                 | Бристоль, Англия, Великобритания                                 | KO 2 (10), 1:05                                                  | |                                                                  |
| 16                                                               | 16-0                                                             | 25 июля 2015                                                     | Джордж Ариас (56-12)                                             | Дерби, Англия, Великобритания                                    | PTS 10 (10)                                                      | |                                                                  |
| 15                                                               | 15-0                                                             | 21 февраля 2015                                                  | Андрей Руденко (24-1)                                            | Монте-Карло, Монако                                              | UD 10 (10)                                                       | Счёт: 98-92, 98-91, 97-92. |                                                                  |
| 14                                                               | 14-0                                                             | 10 мая 2014                                                      | Дэнни Хьюз (12-2-2)                                              | Шеффилд, Англия, Великобритания                                  | PTS 10 (10)                                                      | |                                                                  |
| 13                                                               | 13-0                                                             | 15 февраля 2014                                                  | Мэттью Грир (16-11)                                              | Коппер-Бокс, Лондон, Англия, Великобритания                      | TKO 2 (6), 2:37                                                  | |                                                                  |
| 12                                                               | 12-0                                                             | 8 ноября 2013                                                    | Давид Гегешидзе (10-4-1)                                         | Бристоль, Англия, Великобритания                                 | TKO 4 (8), 2:14                                                  | |                                                                  |

## Спортивные достижения

### Любительские
- 2012.  Победитель молодёжного чемпионата мира.

### Профессиональные
- 2016.  Интерконтинентальный чемпион по версии WBO.